# Tom Brady
Thomas Edward Patrick Brady, Jr. (* 3. srpna 1977, San Mateo, Kalifornie, USA) je bývalý hráč amerického fotbalu na pozici quarterback a sedminásobný vítěz Super Bowlu. Byl draftován týmem New England Patriots v roce 2000 v šestém kole draftu NFL, předtím hrál univerzitní fotbal za University of Michigan. V roce 1995 byl draftován v 18. kole MLB jako chytač týmem Montreal Expos. Za Patriots odehrál 20 sezón a vyhrál šestkrát Super Bowl. Od roku 2020 hraje za tým Tampa Bay Buccaneers, se kterými v první sezóně vyhrál svůj sedmý Super Bowl.
V únoru 2022 oznámil konec své kariéry. 13. března však toto své rozhodnutí přehodnotil a oznámil, že se na 23. sezónu kariéry vrací do týmu Tampa Bay Buccaneers. Po neúspěšné vyřazovací fázi v sezóně 2022/23 se rozhodl ukončit definitivně kariéru. Pro stanici Fox News pracuje jako analytik. S televizní stanicí podepsal smlouvu na deset let, ve kterých si vydělá osm miliard korun.

## Život
Narodil se blízko San Francisca v San Mateu v Kalifornii. Fotbalu propadl, když se jako malý chodil dívat na zápasy San Francisco 49ers a obdivoval jejich quaterbacka Joea Montanu. Od roku 2009 je ženatý se supermodelkou Gisele Bündchen, se kterou má dvě děti. Ke konci října 2022 ohlásili rozchod. Další dítě má z předchozího vztahu s herečkou Bridget Moynahan.

## Úspěchy
Brady hrál celkem v desíti Super Bowlech a sedmi z nich vyhrál, což se nikomu jinému v celé historii ještě nepovedlo. Odborníci a novináři ho považují za nejlepší výběr v draftu v historii, protože byl draftován až v 6. kole. Pro své nebývalé úspěchy a individuální statistiky je rovněž považován za nejlepšího hráče amerického fotbalu všech dob.